# Rhipidia (Rhipidia) nigrorostrata muzoensis
Rhipidia (Rhipidia) nigrorostrata muzoensis is een ondersoort van de tweevleugelige Rhipidia (Rhipidia) nigrorostrata uit de familie steltmuggen (Limoniidae). De ondersoort komt voor in het Neotropisch gebied.